# SSSR na strojke
SSSR na strojke (rusky СССР на стройке, česky SSSR ve výstavbě) byl sovětský časopis vydávaný v Moskvě v letech 1930–1941 a také v roce 1949.

## Historie
První vydání proběhlo v době, kdy redakci vedl spisovatel Maxim Gorkij.
Časopis ilustrovali fotožurnalisté Alexandr Rodčenko, Georgij Petrusov, Boris Ignatovič, Arkadij Šajchet, Jevgenij Chalděj, Mark Markov-Grinberg a mnoho dalších.
Časopis vycházel ve čtyřech jazykových mutacích, v ruštině, francouzštině, angličtině, němčině a od roku 1938 také ve španělštině. Časopis informoval čtenáře v zahraničí o hyper rekonstrukci, která se odehrává v Sovětském svazu a líčil jej jako přední průmyslovou velmoc. Samostatným prohlášením časopisu bylo „promítnout do fotografie celý rozsah a rozmanitost stavebních prací, které nyní probíhají v SSSR“. Ve své době měl časopis nezanedbatelné místo v historii fotožurnalistiky pro svůj významný přínos v publikování obrazových zpráv.
Poslední číslo vyšlo v prosinci 1949.

## Další přispěvatelé
- Michail Trachman
- Ivan Šagin
- Dmitrij Baltermanc
- Max Penson
- Eleazar Michajlovič Langman
- Mark Borisovič Markov-Grinberg

## Galerie

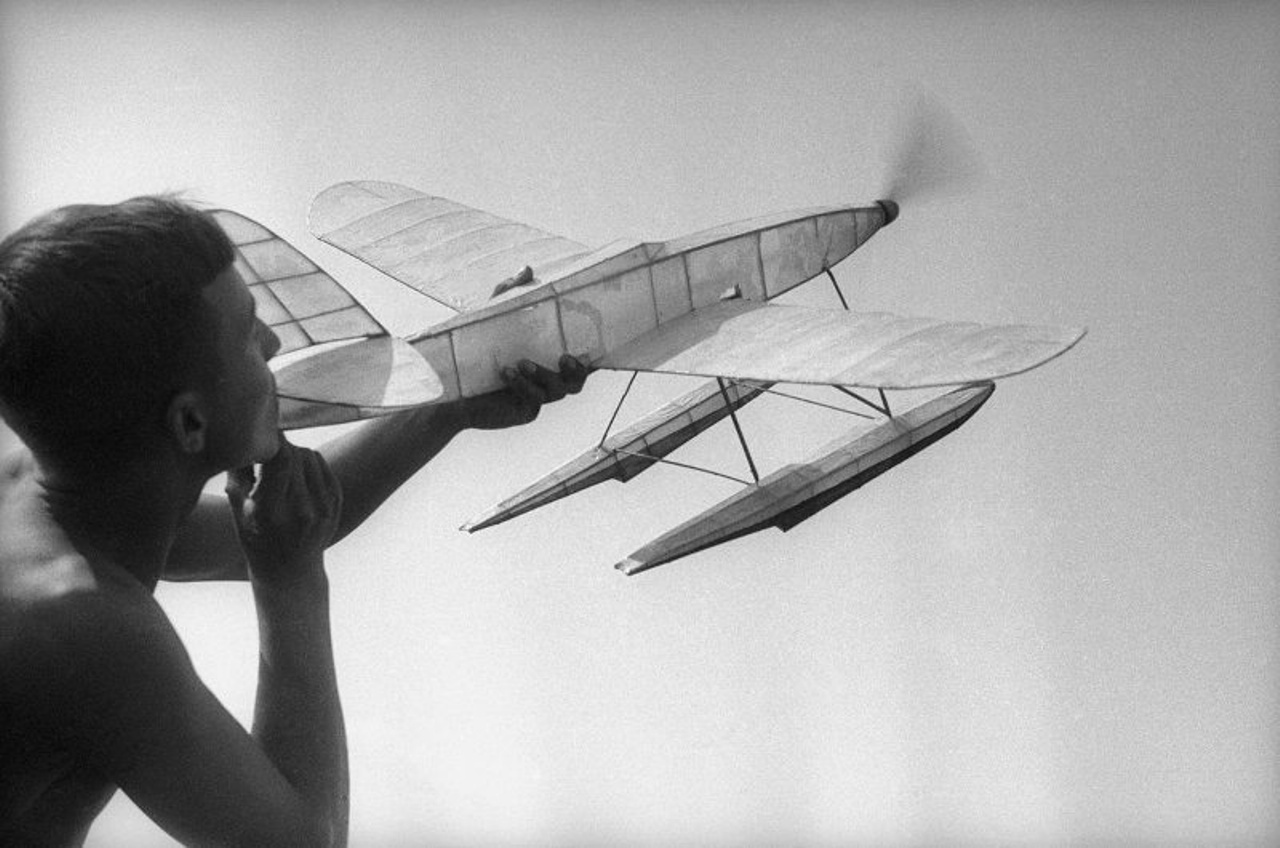
Michail Grigorjevič Prechněr: Mladý letecký modelář. Sovětský svaz. Fotografie pro časopis SSSR na strojke pro rok 1935
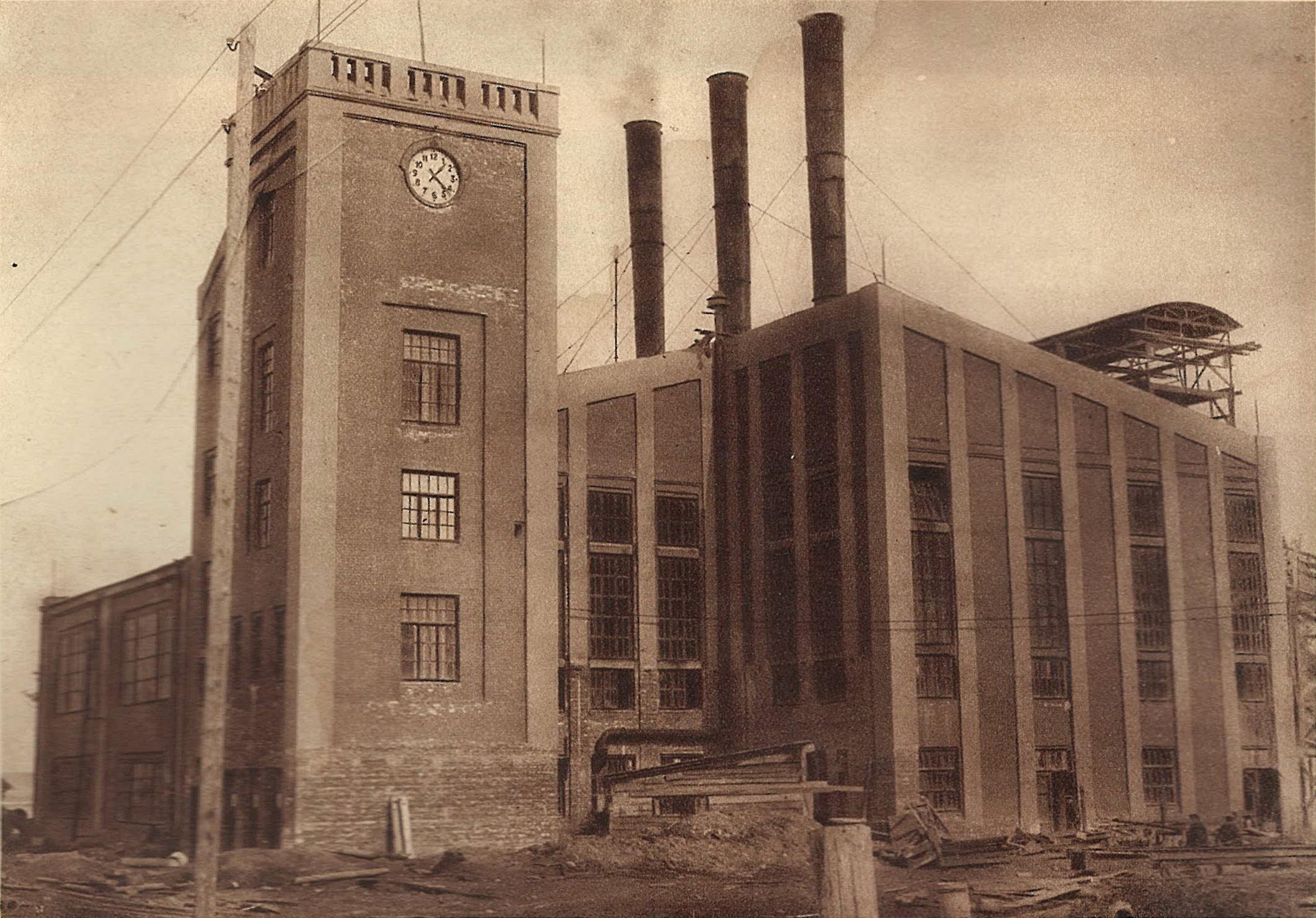
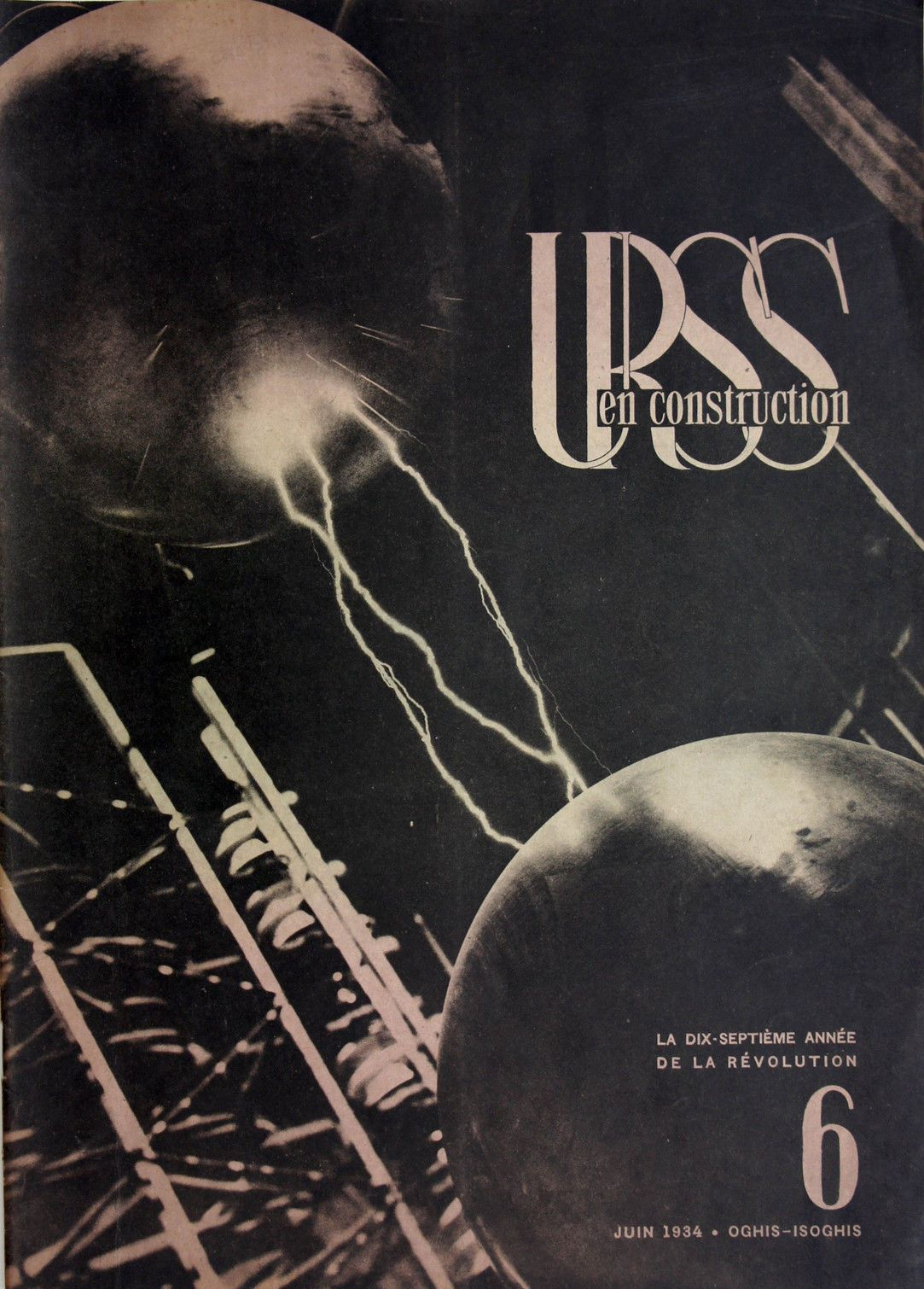
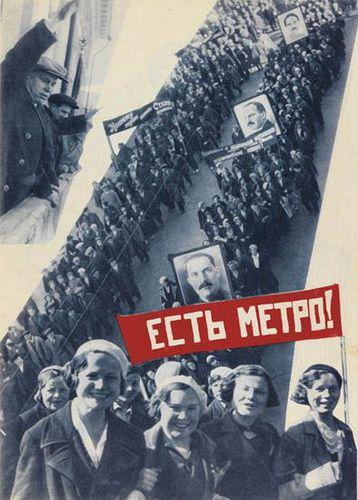